# Антильский франко-креольский язык
Анти́льский фра́нко-крео́льский язы́к или малоанти́льский креольский язык — это общее название для нескольких близкородственных франко-креольских диалектов, распространённых на Малых Антильских островах. Выделяют два наречия:
- гваделупско-мартиникское
  - Гваделупский диалект
  - Мартиникский диалект
- доминикско-сентлюсийское
  - Доминикский диалект
  - Сент-люсийский диалект
  - Тринидадский франко-креольский диалект

Все антильско-креольские языки (диалекты) взаимопонимаемы с гаитянским креольским языком. Последний имеет некоторые особенности, которые отличают его сразу от всех антильско-креольских диалектов, поэтому рассматривается как отдельный язык. Взаимопонимание антильских наречий с гвианским и луизианским креольскими языками возможно, но затруднено из-за того, что последние пополнялись лексикой из иных языков и развивались изолированно от антильских.